# Hermann Zilcher
Hermann Zilcher   (Frankfurt del Main, 18 d'agost de 1881 - Würzburg, 1 de gener de 1948) fou un compositor, pianista, director d'orquestra i professor de música alemany.
Va ser pare de l'actriu Eva Zilcher (1920-1994) i del director d'orquestra Heinz Reinhart Zilcher (1906-1967). Zilcher va rebre primeres lliçons de piano del seu pare, el compositor i pedagog de piano Paul Zilcher (1855-1943), que era conegut com a compositor de piano didàctic i música de cambra. El fill va estudiar des de 1897 al "Hoch Conservatory" de Frankfurt, piano amb James Kwast, contrapunt i morfologia amb Iwan Knorr i composició amb Bernhard Scholz. A la seva graduació va rebre el premi Mozart a Frankfurt. El 1901 es va traslladar a Berlín, on ràpidament es va establir principalment com a pianista per a cantants i instrumentistes, amb gires de concerts, que el van fer conegut internacionalment als EUA i a Europa. El 1905 va tornar a Frankfurt com a professor de piano al Conservatori Dr. Hoch. El 1908 fou nomenat per Felix Mottl com a professor de piano i el 1916 com a professor de composició a l'Acadèmia de Música de Múnic. A Múnic, va treballar estretament amb el cap del Kammerspiele de Múnic, Otto Falckenberg (1873-1947), per a qui va escriure música incidental. El 1920 es va convertir en director del Conservatori Estatal de Baviera a Würzburg, i va fundar el 1922, el Festival de Würzburg Mozart, que aviat es va fer famós internacionalment.
A finals dels anys vint Hermann Zilcher va fundar l'Orquestra de Cambra de Würzburg, que va obtenir renom a tot el país. Com a resultat, Zilcher es va dedicar cada cop més a ser director convidat d'altres orquestres, per exemple, va dirigir l'Orquestra Filharmònica de Berlín, per invitació de Wilhelm Furtwängler. En aquest moment, Zilcher va dirigir obres d'Arnold Schönberg, Ernst Krenek i Paul Hindemith. El 1933 Hindemith es va unir a un concert a Würzburg sota Zilcher dirigint com a solista del seu Concert Viola, Op. 36. Com a pianista del "Zilcher Trio" (amb el violinista Adolf Schiering i el violoncel·lista Ernst Chanbley). Zilcher va realitzar obres de Mendelssohn el 1932.
Després de la presa del poder per part dels nacionalsocialistes Zilcher es va convertir en membre del partit, fet pel qual després seria criticat.
El 1941 el seu Concert per a violí, op. 92. es va estrenar en un concert de la Filarmònica de Berlín sota la direcció de Wilhelm Furtwängler. A causa d'una disputa de llarga durada, Zilcher va ser privat de la direcció del Festival de Mozart i de la direcció de l'escola de música el 1943. En la fase final de la Segona Guerra Mundial, Zilcher va ser aprovat per no servir a la primera línia, però va estar involucrat en els preparatius del Festival de Mozart.
Zilcher (després d'una denúncia anònima) va ser deposat com a director del Conservatori de Würzburg a causa de les seves activitats a l'època nazi. L'administració militar dels Estats Units el va condemnar a operacions de tala, on es van ferir les mans. A causa d'un certificat mèdic, va quedar exempt d'aquest treball. Zilcher va compondre una cinquena simfonia el 1947. Feia temps que tenia un cor feble i va morir sobtadament l'1 de gener de 1948 a l'edat de 66 anys a Würzburg.
L'obra compositiva de Zilcher inclou obres orquestrals i corals, dues òperes, música de cambra i cançons, etudes, obres de piano i nombroses obres d'acordió.
Com a professor de música, també va gaudir d'una fama destacada. Els estudiants de Zilcher van incloure, entre d'altres, Norbert Glanzberg, Karl Höller, Winfried Zillig, Kurt Eichhorn, Maria Landes-Hindemith i Carl Orff. El seu fill Heinz Reinhart Zilcher (1906-1967) va ser director d'orquestra a Stettin, Hamburg i Duisburg.

## Música i influències
Hermann Zilcher es compta entre els tradicionalistes del segle XX i se situa entre algun romanticisme tardà i modernitat. Alfred Einstein va caracteritzar Zilcher de la següent manera: "un dels majors compositors alemanys de la tradició semi-Brahms, amb una direcció tonal neoromàntica i semi-impressionista". La musicòloga Barbara Haas va comentar: "Hermann Zilcher […] es pot veure com un compositor de la meitat; entre el vell i el nou; va ser un compositor del modernisme moderat, el llenguatge musical del qual va evolucionar a partir de la música del segle xix, que es va enriquir amb trets de personalitat originals." Aquests trets de personalitat. es reflecteixen en una tendència a la senzillesa i la claredat de la forma, també a l'elaboració de la polifonia i, especialment en el seu treball tardà - a la concentració monotemàtica i al sentiment uniforme.
Zilcher va tenir un èxit especial en la seva vida amb l'oratori Die Liebesmesse (The Love Fair) estrena 1913 a Estrasburg, amb el seu "Deutschen Volksliederspiel" per a quatre veus mixtes i piano (1915) i amb l'estrena del seu Concert per a violí núm. 2 el 1942 de Furtwängler i la Filarmònica de Berlín. A més de l'estrena pòstuma de la seva última simfonia nº 5 dirigida per Eugen Jochum (..."und dennoch...) que va ser ben rebuda a Hamburg el 1948. A Alemanya, les seves obres rarament es van representar, fins a la dècada de 1990. La música de Zilcher va tornar a recuperar un interès més ampli, amb llançaments de CD, i un nombre creixent d'actuacions.

## Contribucions
- 1. Joachim Stepp, a Barbara Haas ua Hg .: Hermann Zilcher, Tutzing 1999, S. 33.
- 2. Fred K. Prieberg: Handbuch Deutsche Musiker 1933–1945, CD-Rom-Lexikon, Kiel 2004, S. 7983, zur KfdK - und Parteimitgliedschaft siehe auch Ernst Klee: Das Kulturlexikon zum Dritten Reich. Frankfurt / Main 2007, S. 683.
- 3. Zur Logenzugehörigkeit siehe Matthias Wagner, a: Mainfränkisches Jahrbuch, Banda 50, Würzburg 1998, S. 125, Fußnote 22.
- 4. Matthias Wagner, a: Mainfränkisches Jahrbuch, Band 50, Würzburg 1998, S. 127, Fußnote 77.
- 5. Fred K. Prieberg: Handbuch Deutsche Musiker 1933–1945. CD-ROM-Lexikon 2004, S. 7984 (Zit. Aus den RRG Presse-Mitteilungen núm. 483, 1 / XI / 35, Blatt 45.) ZfM CI / 9, setembre de 1934, S. 918–2525; zitiert nach Fred K. Prieberg: Handbuch Deutsche Musiker 1933–1945. Kiel, 2004, CD-ROM-Lexikon, S. 7985.
- 6. J. Goebbels, a: Signale für die musikalische Welt, XCI / 47, Berlin 1933, S. 780.
- 7. Matthias Wagner a: Mainfränkisches Jahrbuch, Banda 50, Würzburg 1998, S. 120. Wagner schreibt irrtümlich 1938, bezieht sich aber auf ein in Abb. 6 (S. 135) abgedrucktes Schreiben aus der Gestapoakte 17972 im Staatsarchiv Würzburg. Diesem Schriftstück ist zu entnehmen, dass „alle Postsendungen, Eilsendungen i Telegramme for Zilcher“ zunächst zwei Monate lang überprüft wurden. Offen bleibt dabei, ob eine anschließende Verlängerung der Überwachung angeordnet wurde.
- 8. Matthias Wagner a: Mainfränkisches Jahrbuch, Banda 50, Würzburg 1998, S. 121 und Fußnote 119, S. 129.
- 9. Ernst Klee: Das Kulturlexikon zum Dritten Reich, Frankfurt / Main 2007, S. 683.
- 10. Fred K Prieberg: Musik im NS-Staat, Frankfurt / Main 1982, S. 158 ff.
- 11. Matthias Wagner a Mainfränkisches Jahrbuch, Banda 50, Würzburg 1998, S. 121.
- 12. Fred K. Prieberg: Handbuch Deutsche Musiker 1933–1945, CD-ROM-Lexikon, 2004, S. 7987.
- 13. Joachim Stepp, a Barbara Haas ua Hg .: Hermann Zilcher, Tutzing 1999, S. 36; Fred K. Prieberg: Handbuch deutsche Musiker 1933–1945, CD-ROM-Lexikon 2004, S.7983; Matthias Wagner, a: Mainfränkisches Jahrbuch, Banda 50, Würzburg 1998, S. 121.
- 14. Matthias Wagner, a: Mainfränkisches Jahrbuch, Banda 50, Würzburg 1998, S. 119.
- 15. Ernst Klee: Das Kulturlexikon zum Dritten Reich. Frankfurt / Main 2007, S. 683; Oliver Rathkolb: Führertreu und gottbegnadet.
- 16. Künstlereliten im Dritten Reich, Wien 1991, S. 173 ff. 17. Wagner, a: Mainfränkisches Jahrbuch, Banda 50, Würzburg 1998, S. 119.
- 18. Wagner, a: Mainfränkisches Jahrbuch, Banda 50 1998, S. 128, Fußnote 91.
- 19. Matthias Wagner, a: Mainfränkisches Jahrbuch, Banda 50, Würzburg 1998, S. 123.
- 20. Alfred Einstein, a: Das neue Musik-Lexikon, Berlín 1926, S. 726
- 21. Barbara Haas, a: Hermann Zilcher.